# Machaeropterus
Machaeropterus es un género de aves paseriformes perteneciente a la familia Pipridae que agrupa a especies nativas de América del Sur donde se distribuyen desde el norte del continente, (Venezuela, Colombia, Ecuador), hasta el norte de Bolivia, este de Perú, centro oeste y costa sureste de Brasil. A sus miembros se les conoce por el nombre popular de saltarines.

## Etimología
El nombre genérico femenino «Machaeropterus» se compone de las palabras del griego «μαχαιρα makhaira» que significa ‘cuchillo’, ‘daga’, y «πτερος pteros» que significa ‘de alas’.

## Características
Los saltarines de este género son pequeños pípridos midiendo entre 9 y 9,5 cm de longitud, los machos con notable patrón estriado y con cantos inusuales, que habitan selvas húmedas montanas. Son los únicos pípridos que presentan estriado.

## Lista de especies
Según las clasificaciones del Congreso Ornitológico Internacional (IOC), y Clements checklist, el género agrupa a las siguientes especies con el respectivo nombre popular de acuerdo con la Sociedad Española de Ornitología (SEO):
| Imagen | Nombre científico           | Autor                         | Nombre común               | Estado de conservación | Distribución |
| ------ | --------------------------- | ----------------------------- | -------------------------- | ---------------------- | ------------ |
|        | Machaeropterus deliciosus   | (P.L. Sclater, 1860)          | saltarín alitorcido        | LC                     |              |
|        | Machaeropterus regulus      | (Hahn, 1819)                  | saltarín rayado oriental   | LC                     |              |
|        | Machaeropterus striolatus   | (Bonaparte, 1838)             | saltarín rayado occidental | LC                     |              |
|        | Machaeropterus eckelberryi  | Lane, Kratter & O’Neill, 2017 | (saltarín rayado peruano)  | LC                     |              |
|        | Machaeropterus pyrocephalus | (P.L. Sclater, 1852)          | saltarín encendido         | LC                     |              |

## Taxonomía
El complejo Machaeropterus striolatus fue considerado separado de M. regulus por Snow (2004); lo que fue seguido por las principales clasificaciones. Esta separación fue corroborada por los estudios de Lane et al. (2017), y aprobada por la Propuesta N° 761 al Comité de Clasificación de Sudamérica (SACC).
En la misma Propuesta N° 761 se reconoció la nueva especie Machaeropterus eckelberryi, recién descrita para la ciencia en 2017 en el mismo trabajo de Lane et al. (2017), restringida a una pequeña zona del norte de Perú, en los departamentos de San Martín y Loreto.
Los estudios de filogenia molecular de Tello et al (2009) y McKay et al (2010), verificaron la existencia de dos clados bien diferenciados dentro de la familia Pipridae: uno llamado de subfamilia Neopelminae, agrupando a los saltarines más asemejados a atrapamoscas de los géneros Neopelma y Tyranneutes; y los restantes géneros llamados de "saltarines propiamente dichos", incluyendo el presente Machaeropterus, en un clado monofilético Piprinae Rafinesque, 1815. Esto fue plenamente confirmado por los amplios estudios de filogenia molecular de los paseriformes subóscinos realizados por Ohlson et al (2013). El SACC adopta esta última división y secuencia linear de los géneros, a partir de la aprobación de la Propuesta N° 591. La clasificación Clements Checklist v.2017, el IOC, y el Comité Brasileño de Registros Ornitológicos (CBRO) adoptan integralmente esta secuencia y división (el CBRO divide en tres subfamilias, siguiendo a Tello et al. (2009)).